# Darkwell
Darkwell — симфо-метал-гурт з Інсбрука (Австрія), заснований у 1999 році Роландом Вурцером і Романом Вініке, який покинув групу роками пізніше.
Їх стиль описують як легкий і комерціалізований, із домішками індастріалу і готичного металу. Гітари звучать спотворено, з дуже підкресленим басом. Ударні агресивні та динамічні, а клавішні випромінюють атмосферу темряви.
Найбільшого успіху група досягла на європейському рівні, особливо в німецькомовних країнах.

## Історія
Darkwell уклав угоду з Napalm Records у рік заснування. У березні 2000 року вони почали запис свого дебютного альбому Suspiria, на якому їм вдалося зміксувати тендітний, але потужний вокал з гітарою та водночас потужними басами.
Невдовзі після початку студійної роботи вони вирушили в тур з колегами по лейблу Tristania та The Sins of Thy Beloved. Цей тур закінчився вдало: фестиваль Wave-Gotik-Treffen запросив їх ще до випуску першого альбому, після чого було багато концертів і тур із Graveworm і Vintersorg.
У 2002 році Darkwell записав MCD Conflict of Interest, на якому знову поєдналися характеристики темного звуку з ангельським жіночним голосом Александри Піттрачер.
Альбом містить експресивну версію сумної пісні Таніти Тікарам «Twist in My Sobriety» і розійшовся сильніше за очікування. У зв'язку з цим був проведений тур з Ashes You Leavy в Нідерландах, а також виступи на таких фестивалях, як Eurorock, Skeleton Bash і 666-Festival.
У 2003 році Піттрачер залишила групу через музичні та особисті причини, тому вони почали пошуки нового вокаліста. Незабаром вони відкрили для себе німкеню Стефані Лузі (Майєр), що ще більше підкреслило незалежний музичний підхід Darkwell. Після кількох репетицій Стефані дебютувала на Wave-Gotik-Treffen 2003. Вона вразила публіку своїм енергійним живим виступом на Summer Breeze 2003.
У 2004 році Darkwell гастролював Європою з новим складом, Graveworm, Vintersorg, Atrocity, Leaves Eyes і Battlelore, який також включав появу на фестивалі Metal Female Voices Fest. Відео гурту транслювалися на музичних каналах (напр. VIVA).
Альбом Metat[r]on (2004) вийшов дуже різноманітним і контрастним. Сильний жіночний вокал є центром приголомшливих композицій, що підкреслюється рок-гітарами, басом і провокаційним звуком ударних. Metat[r]on називають «даниною жіночій магії готичного металу».
Згодом Darkwell довго мовчав. Його офіційний веб-сайт було закрито без попереднього повідомлення. Останній концерт групи відбувся у 2007 році.
У вересні 2016 року, після тривалої перерви та зміни лейбла, на Massacre Records вийшов третій студійний альбом Moloch.

## Дискографія
- 2000: Suspiria (альбом)
- 2002: Conflict of Interest (EP)
- 2004: Strange (сингл)
- 2006: Metat[r]on (альбом)
- 2016: Moloch (альбом)

### Відео
- «TSC II The Salvation (Live)» (2002)
- «Realm of Darkness (Live)» (2002)
- «The Crucible» (2003)
- «Fate Prisoner» (2004)
- «Fate Prisoner (Live)» (2004)
- «Moloch» (2017)
- «Yoshiwara» (2017)